# Drapeau de Nashville
Le drapeau de Nashville, au Tennessee aux États-Unis, se compose du sceau de la ville sur un disque blanc entouré d'un champ de bleu, avec une bande d'or à la volée. Selon la résolution adoptant le drapeau, le bleu représente le courage et la conviction des dirigeants de la ville à travers l'histoire, tandis que l'or dénote la richesse des terres et des ressources de la ville. Le drapeau a été adopté en décembre 1963 lorsque les gouvernements de Nashville et du comté de Davidson ont fusionné pour former le gouvernement Métropolitain. Lors d'une cérémonie officielle, il a été proclamé nouveau drapeau le 4 août 1964 au Palais de Justice métropolitain. Le drapeau est calqué sur le drapeau de l'État du Tennessee.

## Histoire

Drapeau de Nashville entre 1961 et 1964.

Le sceau représente un Amérindien tenant un crâne debout près d'un plant de tabac, un aigle et un bouclier en forme d'insigne décoré dans un style similaire au drapeau américain. On dit que l'Indigène est un représentant de la culture des "Bois" contemplant le crâne d'un membre d'une culture indigène antérieure telle que les Constructeurs de monticules. Bien que la version de jure du drapeau comprenait un sceau monochrome, les drapeaux d'aujourd'hui à Nashville sont affichés avec le sceau en couleur. De plus, il y a généralement une fine barre blanche séparant la bande extérieure de jaune du champ bleu.
Avant la consolidation, le drapeau se composait d'une étoiles bleue sur fond rouge recouverte de deux barres blanches croisées. L'étoile bleue était entourée de branches d'olivier dorées situées sous la lettre N, représentant le nom de la ville. Il avait été conçu par Harville H. Duncan et adopté par le conseil municipal en 1961.
Dans un examen par la North American Vexillological Association de 150 drapeaux de villes américaines, le drapeau nashvillien est arrivé 43e avec une note de 4,85 sur 10. Le groupe a cité l'utilisation par Nashville de son sceau de ville, qui, selon eux, rend les drapeaux difficiles à discerner à distance. Ils ont également déclaré que la bande extérieure dorée n'aurait pas beaucoup de fonctionnalités, car les drapeaux ont tendance à s'effilocher et que le bord extérieur a parfois besoin d'être rasé. Le maire Bill Purcell a commenté : "Les drapeaux sont une chose subjective. Les gens dans le reste du pays peuvent ne pas apprécier notre drapeau unique. C'est un drapeau avec lequel il faut un certain temps pour se familiariser. Il n'y a pas beaucoup de drapeaux avec un crâne dessus."